# Shangai (singolo)
Shangai è un singolo del gruppo musicale italiano Le Deva, composto da Niccolò Verrienti, Marco Rettani, Giulia Capone e Greta Portacci, un brano pop.

## Video musicale
Il videoclip ufficiale del brano è stato caricato su YouTube il 30 maggio 2019.